# 大島 (長崎県西海市)
大島（おおしま）は、長崎県中部の西彼杵半島西方にある島。全島が西海市に属する。肥前大島とも呼称される。また同じ長崎県内の平戸市にある的山大島などと区別して西彼大島（せいひおおしま）と呼ばれる場合がある。

## 地理
西彼杵半島の北部、西海市西海町から西に位置する。西彼杵半島との間には寺島、南西には蛎浦島が隣接し、どちらも橋で結ばれている。

### 概要
- 面積 - 約12.41km2
- 周囲 - 約29km
- 人口 - 5,724人（2005年国勢調査）

石炭層を内包する古第三紀層に属する砂岩・泥岩・礫岩・凝灰岩層からなり、断層による丘陵性の地形を呈する。最高峰は百合岳（標高194m）。

## 産業
江戸時代から明治時代までは、一帯を回遊するクジラを狙った古式捕鯨の基地として知られた。
1930年代から1970年（昭和45年）まで、炭鉱（三井松島産業大島鉱業所）からの石炭産出が島の産業の基幹となっていた。1970年の閉山後は企業誘致に努め、1972年（昭和47年）から大島造船所が操業している。現在は農漁業と大島造船所における造船が主産業。

## 交通

### 島へのアクセス
長らく西彼杵半島の太田和港や佐世保市の佐世保港からのフェリー・高速船に頼っていたが、1999年（平成11年）11月11日に大島大橋が開通し、寺島（寺島大橋）を経て西彼杵半島と結ばれた。佐世保港からの西海沿岸商船の高速船は現在も引き続き運航されている。所要時間は約25分。

### 島内交通
- さいかい交通（長崎自動車の子会社）の路線バスが運行されている。

## 出身人物
- 渕上玲子 - 女性初の日本弁護士連合会会長。